# Daniel Alberto Carnevali
Daniel Alberto Carnevali (Rosario, 4 de desembre de 1946) és un futbolista argentí retirat que jugava com a porter.

## Trajectòria
Durant la seva carrera jugà a diversos clubs, destacant a Rosario Central, on guanyà el campionat Nacional el 1980, i a la UD Las Palmas de la lliga espanyola. També defensà els colors de Club Atlético Atlanta, Chacarita Juniors, Atlético Junior de Colòmbia i Colón de Santa Fe. Carnevali disputà 425 partits a les lligues argentines i uns 600 partits en totes les competicions.
Fou internacional amb la selecció argentina durant la dècada de 1970. Fou el porter titular de la selecció els cinc primers partits de la Copa del Món de Futbol de 1974, fins que el sisè fou reemplaçat per Ubaldo Fillol.

## Palmarès
Rosario Central
- Lliga argentina de futbol: Nacional 1980